# Список заповедников Никарагуа

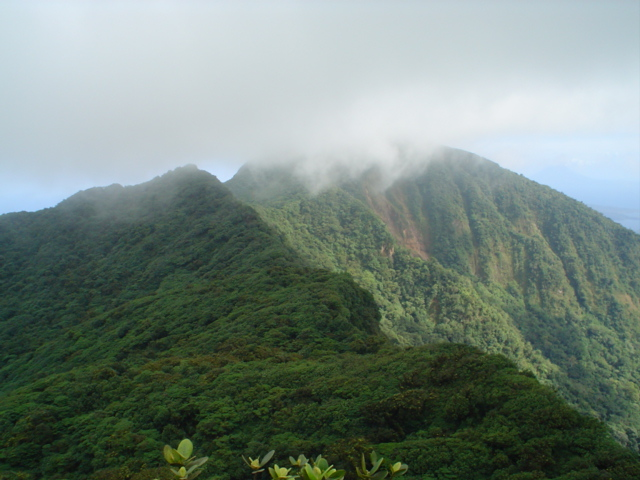
Вид на вулкан Момбачо в Природном резервате "Серро Момбачито - Ла Вьеха"

В Никарагуа имеется 79 заповедных территорий, занимающих 22 422 км², что составляет около 17,3% территории страны. Заповедники в Никарагуа находятся под охраной государства. Национальная система заповедных территорий (англ. National System of Protected Areas, SINAP) управляется Министерством окружающей среды и природных ресурсов Никарагуа (англ. Ministry of the Environment and Natural Resources, MARENA).

## История
Заповедник дикой природы полуострова Косигуина был основан в 1958 году и стал первой охраняемой территорией в Никарагуа. В 1979 году были созданы еще две охраняемые территории, а к 1990 году их общее количество достигло 25. До 1979 года ответственность за два национальных парка и один природный резерват, созданные в период режима Сомосы, была возложена на Центральный банк Никарагуа.

В марте 1999 года был принят новый закон, устанавливающий правила для частных резерватов в Никарагуа. Частные заповедники дикой природы определяются как частные участки, посвященные охране природы их владельцами и признанные MARENA на основе определенных критериев и потенциала для сохранения биоразнообразия.

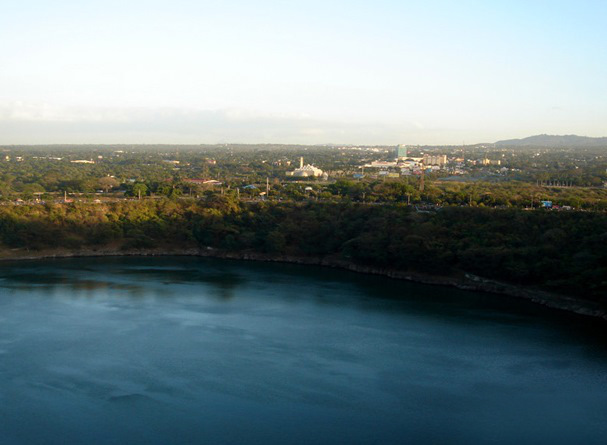
Лагуна Тискапа и столица Никарагуа - Манагуа

## Список охраняемых территорий Никарагуа
1. Природный резерват Аламикамаба (англ. Alamikamaba Natural Reserve)
2. Генетический резерват Апакунка (англ. Apacunca Genetic Reserve)
3. Природный резерват лагуны Апойо (англ. Apoyo Lagoon Natural Reserve)
4. Природный резерват лагуны Асососка (англ. Asososca Lagoon Natural Reserve)
5. Природный резерват лагуны Бисмуна Рая (англ. Bismuna Raya Lagoon Natural Reserve)
6. Биосферный резерват Босавас (англ. Bosawás Biosphere Reserve)
7. Природный резерват Кабо Вьехо-Тала-Суламас (англ. Cabo Viejo-Tala-Sulamas Natural Reserve)
8. Биологический резерват Кайос Мискитос (англ. Cayos Miskitos Biological Reserve)
9. Природный резерват Серро Апанте (англ. Cerro Apante Nature Reserve)
10. Природный резерват Серро Аренал (англ. Cerro Arenal Natural Reserve)
11. Природный резерват Серро Банакрус (англ. Cerro Banacruz Natural Reserve)
12. Природный резерват Серро Кола Бланка (англ. Cerro Cola Blanca Natural Reserve)
13. Природный резерват Серро Кумайка–Серро Алегре (англ. Cerro Cumaica–Cerro Alegre Nature Reserve)
14. Природный резерват Серро Гуабуле (англ. Cerro Guabule Nature Reserve)
15. Природный резерват Серро Киламбе (англ. Cerro Kilambé Natural Reserve)
16. Природный резерват Серро Момбачито - Ла Вьеха (англ. Cerro Mombachito - La Vieja Natural Reserve)
17. Природный резерват Серро Мусун (англ. Cerro Musún Natural Reserve)
18. Природный резерват Серро Панкасан (англ. Cerro Pancasan Natural Reserve)
19. Природный резерват Серро Куябук–Лас Брисас (англ. Cerro Quiabuc–Las Brisas Nature Reserve)
20. Природный резерват Серро Силва (англ. Cerro Silva Natural Reserve)
21. Природный резерват Серро Тисей–Эстансуэла (англ. Cerro Tisey–Estanzuela Nature Reserve)
22. Природный резерват Серро Уавашан (англ. Cerro Wawashang Natural Reserve)
23. Заповедник дикой природы Чакосенте (англ. Chacocente Wildlife Refuge)
24. Природный резерват полуострова Чильтепе (англ. Chiltepe Peninsula Natural Reserve)
25. Природный резерват Чокойеро-Эль Брухо (англ. Chocoyero-El Brujo Natural Reserve)
26. Природный резерват Кордильера де Йолайна (англ. Cordillera de Yolaina Natural Reserve)
27. Природный резерват Кордильера Дипилто и Халапа (англ. Cordillera Dipilto and Jalapa Natural Reserve)
28. Природный резерват вулкана Косигуина (англ. Cosigüina Volcano Natural Reserve)
29. Природный резерват Эль Аренал (англ. El Arenal Natural Reserve)
30. Природный резерват Эстеро Падре Рамос (англ. Estero Padre Ramos Natural Reserve)
31. Природный резерват Эстеро Реал (англ. Estero Real Natural Reserve)
32. Природный резерват Фила Масигüe (англ. Fila Masigüe Natural Reserve)
33. Национальный памятник жертв урагана Митч (англ. Hurricane Mitch Victims National Monument)
34. Биологический резерват Индио Маис (англ. Indio Maíz Biological Reserve)
35. Природный резерват острова Хуан Венадо (англ. Juan Venado Island Natural Reserve)
36. Природный резерват Клигна (англ. Kligna Natural Reserve)
37. Природный резерват лагуны Кукалайя (англ. Kukalaya Lagoon Natural Reserve)
38. Исторический памятник Форт Ла Инмакulada (англ. La Inmaculada Fort Historical Site)
39. Природный резерват Ла Макина (англ. La Máquina Natural Reserve)
40. Природный резерват лагуны Лаясика (англ. Layasika Lagoon Natural Reserve)
41. Природный резерват Лимбайка (англ. Limbaika Natural Reserve)
42. Генетический резерват Льянос де Апакунка (англ. Llanos de Apacunca Genetic Reserve)
43. Природный резерват Льянос де Каравала (англ. Llanos de Karawala Natural Reserve)
44. Природный резерват Льянос де Макаантакa (англ. Llanos de Makantaka Natural Reserve)
45. Заповедник дикой природы Лос Гватузос (англ. Los Guatuzos Wildlife Refuge)
46. Природный резерват Макисидос де Пеньяс Бланкас (англ. Macizos de Peñas Blancas Natural Reserve)
47. Природный резерват вулкана Мадерас (англ. Maderas Volcano Natural Reserve)
48. Природный резерват Макаантакa (англ. Makantaka Natural Reserve)
49. Национальный парк вулкана Масаия (англ. Masaya Volcano National Park)
50. Природный резерват лагуны Мекатепе (англ. Mecatepe Lagoon Natural Reserve)
51. Природный резерват Месас де Мороапотенте (англ. Mesas de Moropotente Natural Reserve)
52. Природный резерват Мирафлор (англ. Miraflor Natural Reserve)
53. Природный резерват вулкана Момбачо (англ. Mombacho Volcano Natural Reserve)
54. О Парки, Дикая Природа и Отдых (ранее известный как Частный заповедник дикой природы Остиниал) (англ. O Parks, WildLife, and Recreation)
55. Природный резерват лагуны Нехапа (англ. Nejapa Lagoon Natural Reserve)
56. Природный резерват лагуны Пахара (англ. Pahara Lagoon Natural Reserve)
57. Природный резерват Пунта Горда (англ. Punta Gorda Natural Reserve)
58. Природный резерват реки Мана́рес (англ. Río Manares Natural Reserve)
59. Заповедник дикой природы реки Сан Хуан (англ. Río San Juan Wildlife Refugee)
60. Природный резерват Сальто реки Ясика (англ. Salto Río Yasika Natural Reserve)
61. Резерв облачного леса Сельва Негра (англ. Selva Negra Cloud Forest Reserve)
62. Природный резерват Сьерра Амэриски (англ. Sierra Amerrisque Nature Reserve)
63. Природный резерват Сьерра Кирагуа (англ. Sierra Quirragua Natural Reserve)
64. Национальный памятник Солентинаме (англ. Solentiname National Monument)
65. Национальный памятник каньона Сомото (англ. Somoto Canyon National Monument)
66. Природный резерват Тепесомото–Патасте (англ. Tepesomoto–Pataste Nature Reserve)
67. Природный резерват лагуны Тискапа (англ. Tiscapa Lagoon Natural Reserve)
68. Природный резерват лагуны Тисма (англ.  Tisma Lagoon Natural Reserve)
69. Природный резерват вулкана Мадерас (англ. Volcán Maderas Natural Reserve)
70. Природный резерват вулкана Пилас Эль Хойо (англ. Volcán Pilas El Hoyo Natural Reserve)
71. Природный резерват вулкана Сан Кристобаль (англ. Volcán San Cristóbal Natural Reserve)
72. Природный резерват вулкана Сан Кристобаль-Касита (англ. Volcán San Cristóbal-Casita Natural Reserve)
73. Природный резерват вулкана Телика Рота (англ. Volcán Telica Rota Natural Reserve)
74. Природный резерват вулкана Яли (англ. Volcán Yali Natural Reserve)
75. Природный резерват Йолайна (англ. Yolaina Natural Reserve)
76. Генетический резерват Юкул (англ. Yucul Genetic Reserve)
77. Природный резерват Юлу Карата (англ. Yulu Karata Natural Reserve)
78. Природный резерват Юлу (англ. Yulu Natural Reserve)
79. Национальный парк архипелага Запатера (англ. Zapatera Archipelago National Park)